# GJ 1061
GJ 1061 är en ensam stjärna belägen i den norra delen av stjärnbilden Pendeluret. Den har en skenbar magnitud av ca 12,03 och kräver ett teleskop för att kunna observeras. Baserat på parallax enligt Gaia Data Release 3 på ca 272,2 mas, beräknas den befinna sig på ett avstånd på ca 12 ljusår (3,7 parsek) från solen. Den rör sig bort från solen med en heliocentrisk radialhastighet på ca 1,5 km/s. Egenrörelsen hos GJ 1061 har varit känd sedan 1974, men den uppskattades befinna sig längre bort: ca 25 ljusår baserat på en uppskattad parallax på 0,130 bågsekund. RECONS fastställde dess avstånd exakt 1997. Då var den det 20:e närmaste stjärnsystemet från solen. Upptäcktsteamet noterade att många fler stjärnor som denna sannolikt kommer att upptäckas i närheten.

## Egenskaper
GJ 1061 är en röd dvärgstjärna i huvudserien av spektralklass M5.5 V. Den har en massa som är ca 0,125 solmassor, en radie på ca 0,15 solradier och utsänder från dess fotosfär energi motsvarande ca 0,0016 gånger solen vid en effektiv temperatur av ca 3 000 K. Stjärnan visar ingen signifikant infraröd strålning från omgivande stoft.

## Planetsystem
Den 13 augusti 2019 tillkännagavs ett planetsystem, som kretsar kring stjärnan GJ 1061, av Red Dots-projektet för upptäckt av jordliknande planeter kring närliggande röda dvärgstjärnor.ref name="G"/> Planeten GJ 1061 d rör sig i den omgivande beboeliga zonen kring stjärnan och planeten GJ 1061 c kretsar i den inre kanten av den beboeliga zonen. GJ 1061 är en icke-föränderlig stjärna som inte drabbas av flares, så det är större sannolikhet att exoplaneterna kan bevara en eventuell atmosfär.
| Planet | Massa                 | Halv storaxel (AE) | Siderisk omloppstid (d) | Excentricitet | Inklination | Radie |
| ------ | --------------------- | ------------------ | ----------------------- | ------------- | ----------- | ----- |
| b      | > ≥1,37 +0,16−0,15 M🜨 | 0,021 ± 0,001      | 3,204 ± 0,001           | <0,31         | -           | -     |
| c      | ≥1,74 ± 0,23 M🜨       | 0,035 ± 0,001      | 6,689 ± 0,005           | <0,29         | -           | -     |
| d      | ≥1,64 ± 0,23 M🜨       | 0,054 ± 0,001      | 13,031 +0,025−0,032     | <0,53         | -           | -     |